# La Bibliomule de Cordoue
La Bibliomule de Cordoue est une bande dessinée française, dessinée par Léonard Chemineau et scénarisée par Wilfrid Lupano et publiée en novembre 2021 chez Dargaud.

## Synopsis
L'action se déroule dans le Califat d'Al Andalus, en Espagne, en 976. Sur fonds de luttes de pouvoir, un bibliothécaire passionné, accompagné de compagnons de route bigarrés, tente de sauver par tous les moyens des livres précieux promis à la destruction. Une mule devient le véhicule leur permettant de collecter un maximum de livres et de fuir sur les routes.

## Contexte
Grâce au calife Abd al-Rahman III et son fils al-Hakam II, Cordoue est devenue le principal lieu de savoir en Europe et le lieu de la concorde entre les trois religions, la Convivencia. Mais lorsque al-Hakam meurt son fils n'a que dix ans. L'un de ses vizirs, Muhammad Amir, profite du vide politique pour s'imposer. Et il s'appuie sur des alliés ayant une vision très orientée de la connaissance, limitée à l'islam rigoriste. Les livres non religieux deviennent donc une de ces cibles prioritaires.

## Distinctions
L'ouvrage a reçu plusieurs prix :
- Prix Château-de-Cheverny de la bande-dessinée historique 2022[2],[3]

## Réception et critiques
Les critiques de ce roman graphique sont excellentes,,, :
- 4,1 sur 5 chez BD Gest'[8]
- 7,8 sur 10 chez SensCritique[9]
- 4,46 sur 5 chez Babelio[10]
- 4,44 sur 5 chez BDthèque[11]
- 4 sur 4 chez PlanetBD[12]
- 4,5 sur 5 chez Lachasseauxlivres[13]
- 4,5 sur 5 chez Critiques libres[14]

- 4,6 chez BDFugue[15]